# Michael I. (Polen)

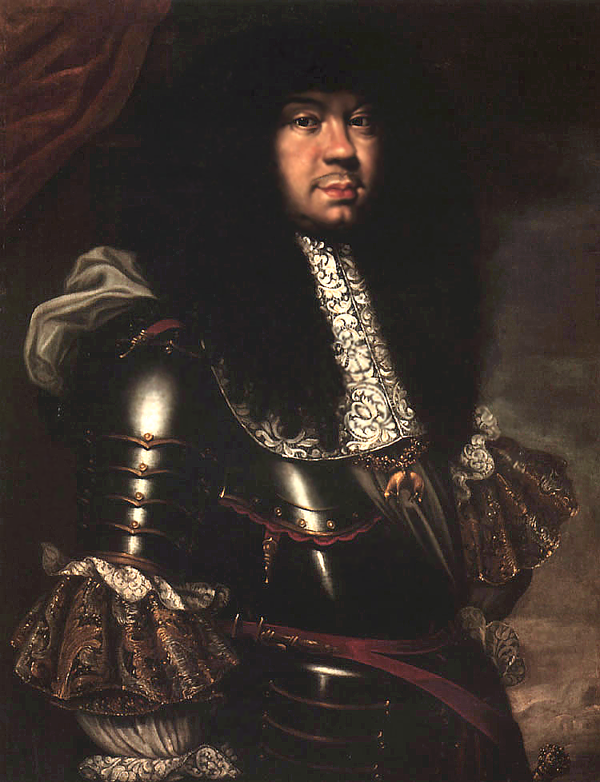
König Michael Wiśniowiecki (Gemälde 17. Jh.)

Michael Korybut Wiśniowiecki (polnisch Michał Korybut Wiśniowiecki, litauisch Mykolas Kaributas Višnioveckis; * 31. Mai 1640 in Biały Kamień, Polen-Litauen; † 10. November 1673 in Lemberg, Polen-Litauen) war ein polnisch-litauischer Aristokrat und ab 1669, als König von Polen und Großfürst von Litauen, der gewählte Herrscher des Staates Polen-Litauen. Sein Vater Jeremi Wiśniowiecki entstammte dem ruthenischen Magnatengeschlecht der Wiśniowieckis, seine Mutter Gryzelda Konstancja Zamoyska war die Tochter von Tomasz Zamoyski und Enkelin von Jan Zamoyski. Michael Korybut war Mitglied des katholischen Ordens vom Goldenen Vlies. Er begründete die zweite Piastenfolge von 1669 bis 1696 unter den polnischen Herrschern.

## Königliche Titulatur
Titulatur auf Latein: „Michael I, Dei Gratia rex Poloniae, magnus dux Lithuaniae, Russiae, Prussiae, Masoviae, Samogitiae, Livoniae, Smolensciae, Kijoviae, Volhyniae, Podoliae, Podlachiae, Severiae, Czernichoviaeque, etc.“
Deutsche Übersetzung: „Michael I., durch Gottes Gnaden König von Polen, Großfürst von Litauen, Rus, Preußen, Masowien, Samogitien, Livland, Smolensk, Kiew, Wolhynien, Podolien, Podlachien, Sewerien, Czernihów etc.“

## Leben

Wappen König Michaels I. von Polen

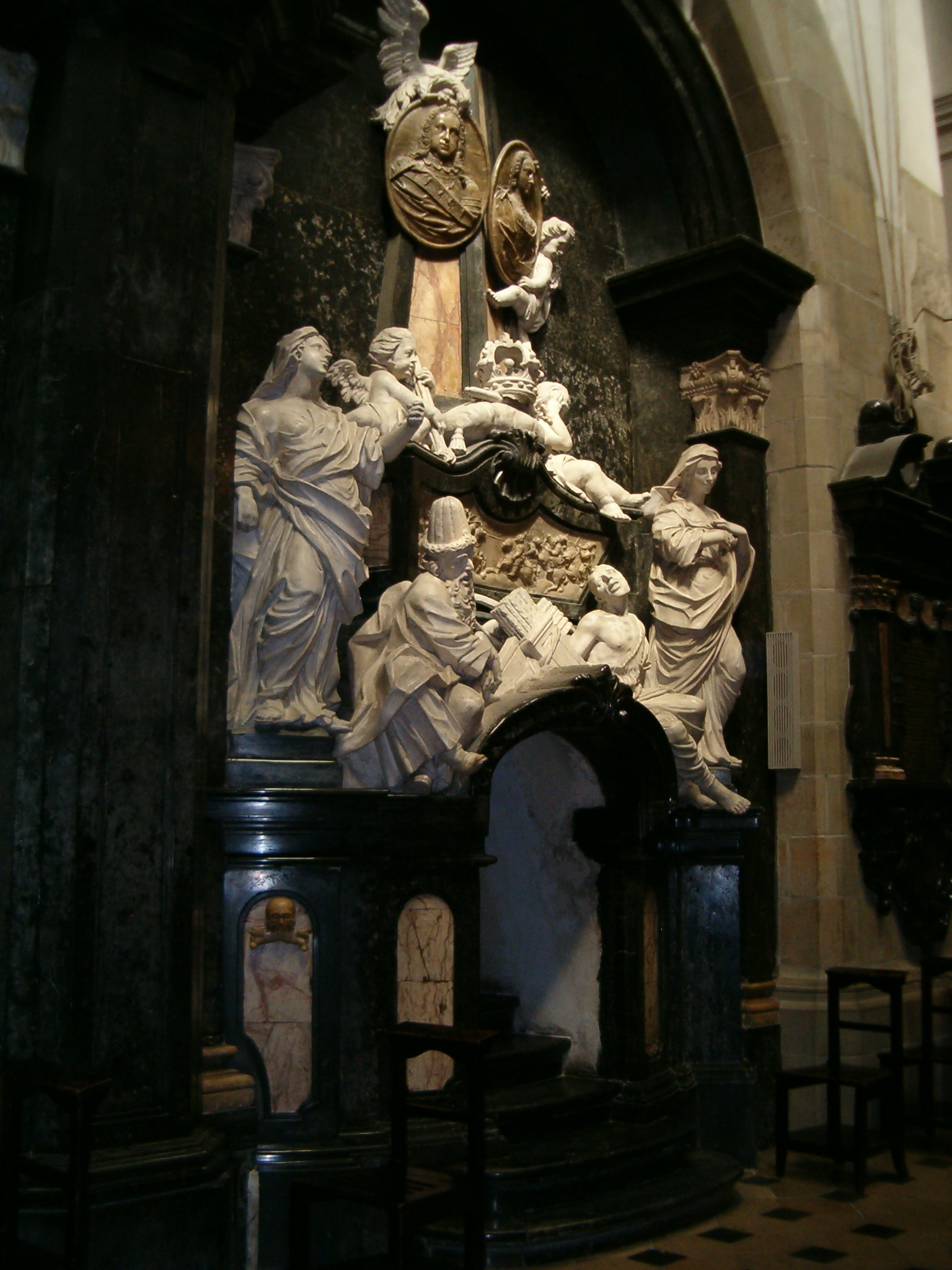
Grabmal

König Michael Wiśniowiecki war der Sohn von Jeremi Fürst Wiśniowiecki aus der Wappengemeinschaft Korybut und der Gryzelda Wiśniowiecka, geborene Zamoyska.
Nach seiner Wahl mit einer Mehrheit unter 80.000 Adligen am 19. Juni 1669 wurde er zum König gekrönt. Vier andere Kandidaten, unter ihnen Philipp Wilhelm von Pfalz-Neuburg, wurden abgelehnt, da die Adligen Polen-Litauens nach schlechten Erfahrungen mit Ausländern ihre Stimme einem „Piasten“, das heißt, einem einheimischen Kandidaten, geben wollten, und zwar im Gegensatz zu den Absichten der einflussreichen Magnaten, die einen französischen Kandidaten bevorzugten. Aus der Ferne hatte Gottfried Wilhelm Leibniz gegen ihn votiert.
Während seiner Amtszeit erklärte das Osmanische Reich Polen 1672 den Krieg, was zum Ausbruch des Osmanisch-Polnischen Krieges 1672–1676 führte. Im Juni desselben Jahres belagerte eine 100.000 Mann große Invasionsstreitmacht unter dem Kommando von Großwesir Köprülü Fâzıl Ahmed unter Sultan Mehmed IV. die Festung Kamieniec Podolski, die am 26. August aufgegeben wurde. Da sich der Befehlshaber der Festungsanlage mit seiner Besatzung in die Luft sprengte, eroberten die Osmanen nur eine Ruine. Im Oktober wurde der Vertrag von Buczacz geschlossen, durch den die Osmanen Podolien mit der Hauptfeste Kamieniec Podolski erhielten, während die Kosaken des Hetman Petro Doroschenko die Rechtsufrige Ukraine als Vasallen der Hohen Pforte zuerkannt bekamen.
Am 10. November 1673 starb Michael Korybut Wiśniowiecki. Die sterblichen Überreste des Königs wurden in der Wawel-Kathedrale zu Krakau beigesetzt. Sein Nachfolger wurde der im Kampf gegen die Türken, Kosaken und Krimtataren militärisch erfolgreiche Großhetman der polnischen Krone Jan Sobieski.

## Ehe und Nachkommen
König Michael war mit Eleonore von Österreich, der Schwester des Kaisers Leopold I., verheiratet, die Ehe blieb kinderlos.